# Левиттаун
Левиттаун — это название семи крупных пригородных жилых комплексов, созданных в США Уильямом Дж. Левиттом и его компанией Levitt & Sons. Построенные после Второй мировой войны для вернувшихся ветеранов и их новых семей, поселки предлагали привлекательные альтернативы тесным центральным городским районам и квартирам. Управление по делам ветеранов и Федеральное управление жилищного строительства (FHA) гарантировало строителям, что квалифицированные ветераны могут покупать жилье за небольшую часть стоимости аренды.
Первый дом в Левиттауне был продан за 7 900 долларов, и за короткий период времени было продано 17 000 квартир, что обеспечило жильем 84 000 человек. В дополнение к обычным семейным жилищам в Левиттаунах были частные зоны для встреч, бассейны, общественные парки и места для отдыха.
Производство было смоделировано на сборочных линиях в 27 этапов, а строители были обучены выполнять один этап. При правильном планировании дом можно построить за один день. Это позволило быстро и экономично изготавливать похожие или идентичные дома с быстрым возмещением затрат. Стандартные дома Левиттауна включали белый штакетник, зеленые лужайки и современную технику. Продажи в первоначальном Левиттауне начались в марте 1947 года. За первые три часа было куплено 1400 домов. 

## Интересные факты
Уильям Дж. Левитт отказался продавать дома в Левиттауне цветным людям. FHA, разрешая кредиты на строительство Левиттауна, включало расовые соглашения в каждый акт, делая каждый Левиттаун сегрегированным сообществом. Первая чернокожая семья, Майерс, которая купила там подержанный дом в Пенсильвании, в 1957 году подверглась нападениям на свой дом, и около 500 белых собрались возле их дома. Мартин Лютер Кинг встретился с семьей, и их тяжелое положение привело к изменению законодательства. Они оставались там в течение четырех лет, пока Майерс, ветеран Второй мировой войны, не нашел работу в другом месте. Эти события были зафиксированы в современном документальном фильме "Расизм в американском маленьком городке 1950-х годов на примере документального фильма", в котором берутся интервью у тамошних белых жителей, но не у Майерсов.